# Berlevåg
Berlevåg est un port de l'extrême Nord norvégien, dans le comté de Finnmark. La ville est une escale de l'Hurtigruten. En saison, deux ferries se croisent à 22 h 30 pour une courte escale.
Un musée sur l'activité du port et son histoire pendant la seconde guerre mondiale est à visiter.
Karen Blixen y situe sa nouvelle Le Festin de Babette dans le recueil Les Derniers Contes paru en 1957.

## Notes et références

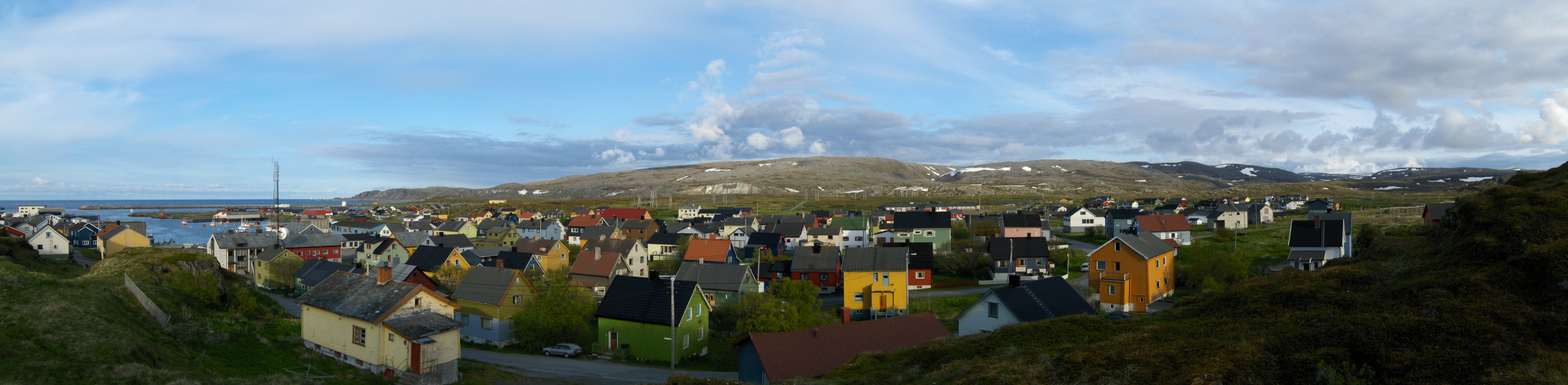
Vue panoramique de Berlevåg.